# Ludmila Sousa
Ludmila Sousa (Zárate, Provincia de Buenos Aires, Argentina; 24 de enero de 2006) es una futbolista argentina. Juega de arquera en River Plate de la Primera División Femenina de Argentina.

## Trayectoria

### Inicio
Comenzó jugando para Deportivo Femenino de San Miguel en fútbol 7. Luego de seis meses inició el entrenamiento de arquera.

### Lima FC
Con 13 años, se une a Lima y disputa una temporada en la segunda división. Su debut y único partido, fue ante Comunicaciones, con 14 años de edad (el mínimo permitido para disputar partidos en la categoría).

### UAI Urquiza
Mientras era futbolista de Lima, a los 14 años de edad, realizó pruebas en UAI Urquiza y formó parte de la reserva durante el año 2021. No llegó a disputar partidos oficiales pero entrenó y jugó amistosos con la primera de El Furgonero.

### River Plate
Teniendo la oportunidad de jugar en San Lorenzo o Racing, llega al Millonario para una prueba con la Sub-16, logra quedar y se convierte en futbolista de la reserva y Sub-16. En 2022, debido a que algunas de sus compañeras estaban ausentes por el Campeonato Sudamericano, integra el banco de suplentes siendo esta su primera convocatoria con el plantel de primera. En abril de 2022 se consagra campeona de la Liga de Desarrollo Sub-16, siendo su primer título con La Banda. Dado que este título les otorgaba la clasificación al torneo "Fiesta Evolución" organizado por Conmebol, disputó el torneo consiguiendo el tercer puesto.

## Estadísticas

### Clubes
| Club                  | País      | Año             |
| --------------------- | --------- | --------------- |
| Lima FC               | Argentina | 2019 - 2020     |
| UAI Urquiza (reserva) | Argentina | 2020 - 2021     |
| River Plate           | Argentina | 2022 - presente |

## Vida personal
Es hincha de River Plate.